# Спринг-Хилл (станция метро)
Спринг-Хилл (англ. Spring Hill) — эстакадная (надземная,  расположенная на эстакаде) станция Вашингтонгского метро на Серебряной линии. Станция обслуживается Washington Metropolitan Area Transit Authority.
Проектные названия: Тайсонс-Уэст, Спринг-Хилл-роад. Она представлена одной островной платформой. Станция имеет два выхода: по обе стороны Лисбург-Пайк. Расположена в Тайсонс-Конэ посреди дороги штата Виргиния № 7 (Лисбург-Пайк) непосредственно западнее Спринг-Хилл-роад, округ Фэрфакс штат Виргиния. Пассажиропоток — 1 406 человек (на 2015 год).
Станция была открыта 26 июля 2014 года.
Открытие станции приурочено к введению в эксплуатацию 1-й очереди Серебряной линии — участка длиной 18,7 км и открытием ещё 4 станций: Маклин, Тайсонс-Конэ, Гринсборо и Вель — Рестон-Ист.